# Anthidium diadema
Anthidium diadema är en biart som beskrevs av Pierre André Latreille 1809. Anthidium diadema ingår i släktet ullbin, och familjen buksamlarbin. Inga underarter finns listade i Catalogue of Life.